# 工人體育場 (澳門)
22°12′56″N 113°32′53″E / 22.21546°N 113.54814°E
澳門工會聯合總會工人體育場（葡萄牙語：Campo dos Operários da Associação Geral dos Operários de Macau；簡稱工人體育場，坊間俗稱工人球場、關閘工人球場）現位處於澳門關閘廣場，由澳門工會聯合總會管理，是澳門其中一個集室內、室外於一身的體育場館。

## 歷史

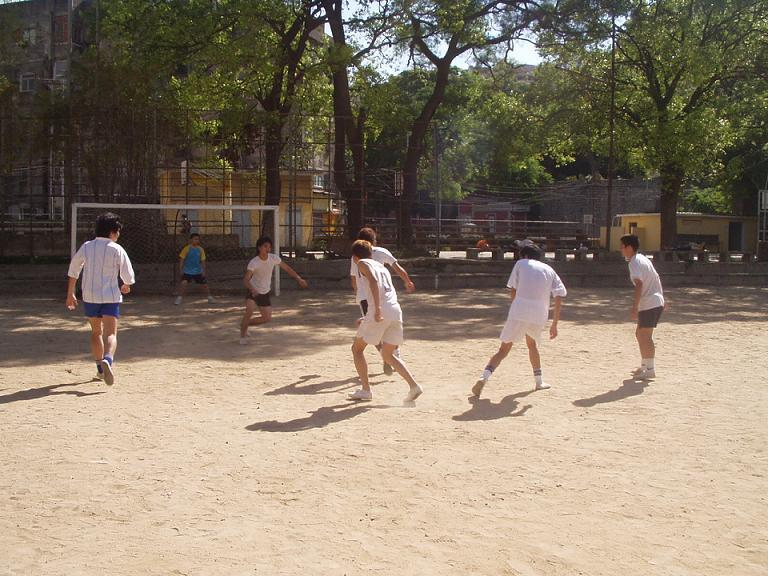
幾名市民於2004年4月14日在新葡京動工前的南灣工人體育場內踢足球

工人體育場起初是位於南灣殷皇子大馬路（即今新葡京地段）；該地段本為澳門廣大中學專用非正式的球場，故當時坊間稱之為「廣大球場」。澳門工會聯合總會有鑑於澳門缺乏運動場地，於是在1958年把該球場擴至約1萬平方米；於同年8月31日完成擴建使用，並易名為「工人體育場」，工人體育場在擴建時佔用了亞馬喇圓形地與兵營斜巷之間的聖方濟各碉樓街。
1970年，開闢足球場及籃球場；及後在1973年在商業學校街一邊擴建一座兩層樓高的活動中心，設有辦公室、室內場館等設備。在1980年代，澳門工會聯合總會每兩至三年在工人體育場舉辦工人運動會。
佔地14,321平方米位於關閘廣場的新工人體育場於2002年落成，並於2003年9月13日由澳門行政長官何厚鏵等社會知名人士主持啟用儀式；同日起工人體育場遷至該新址，而位於南灣原址則已於2004年動工興建新葡京。2006年1月23日起，工人體育場為公共體育設施網絡場館之一；2007年10月27日至11月3日在澳門舉行的第二屆亞洲室內運動會，工人體育場為該運動會場館之一。
2019年8月起，工人體育場成為澳門17個避險中心之一，作為1級颱風避險地點，當懸掛八號或以上風球，開放供有需要人士暫避。
2021年3月1日至2023年初，關閘工人球場的體育場旁新增設核酸檢測站，在衛生局核酸檢測預約系統中選取南粵工聯選項，而相關核酸檢測費用跟其他檢測站相同，為 100澳門元。
2023年3月27日核酸站開始撤離清拆工程，4月14日工人體育場恢復使用該位置作出入口。

## 設施
位於南灣的工人體育場原址設有兩個足球場和兩個籃球場，西北端還有活動中心；內有茶水間、乒乓球室和武術健身室。此後球場也成為一些大型活動的舉行場地，如澳門公益金百萬行起步點、年宵花市、明愛慈善園遊會等。
現時位處於關閘廣場的工人體育場設有一個標準露天人造草地足球場、兩個室內體育場、戶外泳池、多功能室、地下停車場等設備。
2019年7月1日0時起，交通事務局接管關閘工人體育場停車場，並更名為“關閘綜合體育館停車場”，屆時其收費會調整至與澳門其他公共停車場一致，且不設月票。停車場共有810個輕型汽車泊位及632個電單車泊位，交通事務局早前已就該停車場之管理及經營進行公開招標，現正進行評標工作，並須經過相關行政程序確定服務判給，在完成有關程序前，由交通事務局臨時管理。服務判給後，獲判給公司將按照有關合同要求，完善停車場的設備及設施，以及競投時所提出的管理及經營計劃作出經營，服務判給期為六年。2019年8月16日，停車場新的出入口閘機已完成安裝及測試並投入使用，電單車泊位改設獨立出入口。2020年8月1日起，停車場內再新增172個電單車泊位，並在接管後清理場內的棄置車輛以及重整停車場出入口和新增電子設備。

## 交通

### 公共巴士
M1 關閘總站（Portas do Cerco／Terminal）
路線：1、3、3X、10、17、25、25B、27、30、34、51A、61、AP1、MT4
M9 關閘廣場（Praça das Portas do Cerco）
路線：3A、3BX、27、51、59

## 外部連結
- 澳門工會聯合總會工人體育場 （页面存档备份，存于） 澳門體育局
- 《澳門舊事─歐平濠江昔日風貌攝影集》序
- 第29/2019 號行政長官批示 （页面存档备份，存于）